# 李秉宏
李秉宏（1979年3月14日—），原名李冠賢，臺北市大同區大稻埕人，臺灣首位盲人律師。

## 經歷
原名李冠賢。
李冠賢生於台北市大稻埕聖心婦產科，因不到七個月早產而有先天性視網膜病變。父親李家棟從事旅行業，母親張卉羚從事房地產投資，當時家境富裕。李冠賢出生時，眼睛外觀與常人無異；直到四個月大，母親發現他抓不到玩具，送到醫院檢查才知他視神經沒有發育，左眼視力0.03、右眼視力0.01。

### 啟明學校期間
小學時，老師將李冠賢轉到啟智班就讀，四個月後轉回原班，每日抄寫注音符號和阿拉伯數字，直到他到台北市立啟明學校重讀小學一年級，就只會注音符號和數字，不過注音的概念反而有助學點字。
當時的啟明學校奉行軍事化管理，學生每天要唱三民主義青年團團歌、吃大鍋飯，飯煮好後等半小時才開動，衣服、內務要自己搞定，學弟洗衣必須用洗衣板與肥皂，只有學長能用洗衣機。小學高年級時，1980年代臺灣股災導致家境中落，他多次搬家。他因少爺習氣與生活不會自理而曾被同學質疑與嘲笑，之後發奮獨立自主生活。他當時除了體育、美勞和音樂外，不喜念書；直到國中一年級時受到祖母過世的刺激，成績才扶搖直上，順利完成十二年的學業。

### 台北大學期間
李冠賢原本立志當特教老師，但從事旅行業的父親建議他讀法律，一來可保護弱勢，二來也可到大學教書。他最後透過盲聾甄試錄取國立臺北大學法律系。這時，父親將他兒子名「冠賢」改為「秉宏」，是希望兒子能「秉」公處事、有「宏」大心胸。在學時間，李秉宏常熬夜以卡式錄音帶分三次複習上課內容：第一次草草略過；第二次細聽；第三次抓漏，專挑不熟的聆聽，讓他充分理解課本上的內容。

### 考生期間
畢業後，李秉宏同時準備考研究所及律師，母親曾逐條替他錄誦六法全書條文，可是研究所考試依然落榜十次、律師特考落榜兩次、也找不到工作，讓他後悔沒學按摩，甚至想到加入送葬樂團。後來他母親寫信向當時總統陳水扁求助，才在2004年1月與其他8位視障者到勞保局作催繳勞保費的電話催費員，月薪約新臺幣兩萬多元。2004年11月，在4979人競爭、不到8%錄取率下，他以第128名考取律師，成為臺灣第一位盲人律師，並受到陳水扁召見，雙親也感謝勞委會主委陳菊的幫忙。

### 律師期間
2004年李秉宏考上律師後，沒有律師事務所願意讓李秉宏實習。2005年3月，萬國法律事務所所長賴浩敏、台北律師公會理事長顧立雄幫忙，李秉宏進入萬國法律事務所擔任實習律師。但萬國法律事務所也不知道要李秉宏做什麼，於是他說「什麼都肯做」，事務所才讓他學寫訴狀、整理法條、接電話。2005年3月，出版自傳《生命的眼睛》。
2005年9月，又經顧立雄等人安排，李秉宏進入以服務弱勢為任務的法律扶助基金會工作，主責會務。這時他陷入人生低潮，一方面因自認不會辦案、只會弄會務；另一方面肝臟出問題，需要調養，飲食受到限制。又禍不單行，2007年10月2日，他上班途中從古亭捷運站走到金山南路的轉角時，被一部因車禍彈飛的機車撞破頭，昏迷不醒送到加護病房。本來醫師都要他雙親做好心理準備，他卻奇蹟康復。三個月後，他回到工作崗位，身體花一年餘調理。
2008年，李秉宏終於與RCA員工黃春窈簽下個人第一件委任狀官司，加入臺灣美國無線電公司污染事件義務律師團，大多負責記錄雙方爭議點，回去再提供意見。2010年3月10日是他首次出庭辯護，身上的律師袍還是租來的。
2012年5月4日，因同情同樣為盲人律師的陳光誠遭遇，李秉宏與人權團體前往美國在台協會請願。
2015年4月，義務律師團打贏臺灣美國無線電公司污染事件官司，RCA與湯姆笙公司須賠445名員工共新臺幣5.6億元。

## 作品
- 《生命的眼睛》，聯合文學出版社，2005年

## 影視作品
2019年臺灣電影《盲人律師》改編李秉宏事跡，但並未依史實改編，也沒有使用真實的RCA公司名稱及人物姓名。